# 미스터 로봇 (영화)
《미스터 로봇》(영어: Mr. Robot)은 대한민국의 애니메이션 영화로, 2025년 4월 4일에 개봉되었다. 배급은 NEW가 맡았다.

## 목소리 출연
- 박성영: 한태평, 로봇 맥스
- 김연우: 나나
- 이호산: 강민
- 안영미: 정수정 대장, 로봇 엔젤 1
- 황동현: 강혁
- 김동현: 변호사(목소리만 나옴)
- 이달래: 로봇 엔젤 2
- 원종준: 가이드 더빙

## 참고 사항
- 공동 제작 : 스튜디오 미르, 더블유에이지
- 처음의 제목은 '강철 아빠'였으나, 지금의 이름으로 변경되었다.
- 영화 개봉일이 2025년 3월 중으로 예정되었으나, 모종의 이유로 4월 4일로 연기되었다.